# ديكستر (مغني)
ديكستر (بالبرتغالية: Dexter‏) هو مغني برازيلي، ولد في 17 أغسطس 1973 في ساو باولو في البرازيل.